# برنيسه
برنيسه Bernisse  هي بلدية سابقة غرب هولندا، في مقاطعة جنوب هولندا. تم دمجها عام 2015 إلى بلدية نيسافارد.

## طوبوغرافيا
خريطة طوبوغرافية هولندية لبلدية برنيسه، 2013.